# Chassemy
Chassemy és un municipi francès situat al departament de l'Aisne i a la regió dels Alts de França. L'any 2007 tenia 782 habitants.

## Demografia

### Població
El 2007 la població de fet de Chassemy era de 782 persones. Hi havia 278 famílies de les quals 47 eren unipersonals (27 homes vivint sols i 20 dones vivint soles), 86 parelles sense fills, 125 parelles amb fills i 20 famílies monoparentals amb fills.
La població ha evolucionat segons el següent gràfic:
Habitants censats

### Habitatges
El 2007 hi havia 333 habitatges, 285 eren l'habitatge principal de la família, 17 eren segones residències i 31 estaven desocupats. Tots els 327 habitatges eren cases. Dels 285 habitatges principals, 263 estaven ocupats pels seus propietaris, 15 estaven llogats i ocupats pels llogaters i 7 estaven cedits a títol gratuït; 7 tenien dues cambres, 41 en tenien tres, 92 en tenien quatre i 145 en tenien cinc o més. 218 habitatges disposaven pel capbaix d'una plaça de pàrquing. A 110 habitatges hi havia un automòbil i a 156 n'hi havia dos o més.

### Piràmide de població
La piràmide de població per edats i sexe el 2009 era:
| Homes | Edats   | Dones |
| ----- | ------- | ----- |
| 4     | 95 o +  | 0     |
| 4     | 90 a 94 | 0     |
| 4     | 85 a 89 | 8     |
| 4     | 80 a 84 | 4     |
| 16    | 75 a 79 | 24    |
| 16    | 70 a 74 | 4     |
| 12    | 65 a 69 | 24    |
| 20    | 60 a 64 | 12    |
| 12    | 55 a 59 | 16    |
| 36    | 50 a 54 | 16    |
| 16    | 45 a 49 | 24    |
| 32    | 40 a 44 | 24    |
| 16    | 35 a 39 | 28    |
| 32    | 30 a 34 | 24    |
| 12    | 25 a 29 | 24    |
| 8     | 20 a 24 | 4     |
| 12    | 15 a 19 | 36    |
| 28    | 10 a 14 | 36    |
| 36    | 5 a 9   | 20    |
| 16    | 0 a 4   | 20    |

## Economia
El 2007 la població en edat de treballar era de 494 persones, 361 eren actives i 133 eren inactives. De les 361 persones actives 318 estaven ocupades (183 homes i 135 dones) i 43 estaven aturades (20 homes i 23 dones). De les 133 persones inactives 41 estaven jubilades, 40 estaven estudiant i 52 estaven classificades com a «altres inactius».

### Ingressos
El 2009 a Chassemy hi havia 292 unitats fiscals que integraven 792,5 persones, la mediana anual d'ingressos fiscals per persona era de 17.438 €.

### Activitats econòmiques
Dels 17 establiments que hi havia el 2007, 1 era d'una empresa alimentària, 4 d'empreses de fabricació d'altres productes industrials, 2 d'empreses de construcció, 2 d'empreses de comerç i reparació d'automòbils, 1 d'una empresa d'hostatgeria i restauració, 1 d'una empresa immobiliària, 2 d'empreses de serveis, 2 d'entitats de l'administració pública i 2 d'empreses classificades com a «altres activitats de serveis».
Dels 3 establiments de servei als particulars que hi havia el 2009, 1 era un guixaire pintor, 1 fusteria i 1 perruqueria.
L'únic establiment comercial que hi havia el 2009 era una fleca.
L'any 2000 a Chassemy hi havia 3 explotacions agrícoles que ocupaven un total de 525 hectàrees.

## Equipaments sanitaris i escolars
El 2009 hi havia una escola elemental integrada dins d'un grup escolar amb les comunes properes formant una escola dispersa.

## Poblacions més properes
El següent diagrama mostra les poblacions més properes.